# Кашпирка
Кашпирка (Кашпира) — река (ручей в овраге Большая Стрелка), правый приток Саратовского водохранилища, до его заполнения впадала в реку Сызранка вблизи места её впадения в Волгу. Протекает в основном по территории Самарской области, истоки реки находятся в Ульяновской области около села Калиновка), где на реке расположен пруд. Устье реки находится в окрестностях села Кашпир. Длина реки составляет 16 км, площадь водосборного бассейна — 74,8 км².
Притоками являются ручьи в оврагах Сухая Кашпирка, Крутая Кашпирка (оба — правые), Ревин (левый).

## Данные водного реестра
В водном реестре называется «Овраг Большая Стрелка».
По данным государственного водного реестра России относится к Нижневолжскому бассейновому округу. Речной бассейн реки — Волга от верхнего Куйбышевского водохранилища до впадения в Каспий.
Код объекта в государственном водном реестре — 11010001512112100009248.